# Saudade (film)
Pour plus de détails, voir Fiche technique et Distribution.
Saudade (サウダーヂ) (se prononce saodadé) est un film japonais réalisé par Katsuya Tomita, sorti en 2011.
Il est présenté au Festival international du film de Locarno 2011 puis au Festival des trois continents 2011 où il remporte la Montgolfière d'or du meilleur film et ensuite au Festival du film de Munich 2012 (Filmfest München 2012) ainsi qu'au Festival international du film de La Rochelle 2017.

## Synopsis
Seiji est ouvrier dans le bâtiment, un secteur fortement frappé par la crise économique. La ville de Kofu est sinistrée, c'est devenu le soir une ville presque morte. Il fraternise sur un chantier particulièrement galère avec Hosaka qui était il y a peu de temps en Thaïlande. Un soir, ils rencontrent Takeru, le chanteur d'un groupe de rap qui scande sa rage et sa colère contre la société et affronte lors d'une battle musicale un collectif de rappeurs d'immigrés brésiliens...

## Fiche technique
- Titre français : Saudade
- Réalisation : Katsuya Tomita
- Scénario : Katsuya Tomita et Toranosuke Aizawa
- Directeur de la photographie : Yoshiko Takano
- Ingénieur du son : Iwao Yamazaki
- Musique : Stillichimiya[8]
- Monteurs : Katsuya Tomita, Yoshiko Takano
- Société de production : Kuzoku Films (Tokyo)[9]
- Distributeur d'origine : Alfama Films Production (Paris)
- Pays d'origine :  Japon
- Format : couleurs - 35 mm - 1,85:1
- Genre : comédie dramatique
- Durée : 167 minutes[10]
- Date de sortie :
  - Suisse : 12 août 2011 (Festival international du film de Locarno 2011)
  - Japon : 22 octobre 2011
  - France : 24 novembre 2011 (Festival des trois continents 2011) ; 31 octobre 2012 (sortie nationale)

## Distribution
- Tsuyoshi Takano :
- Hitoshi Itô :
- Dengaryû :
- Deejai Paweena :
- Ai Ozaki :
- Chie Kudô :
- Dennis Oliveira  deHamatsu :
- Ieda de Almeida Hamatsu :
- Yûsuke Noguchi :
- Shinji Murata :
- Shinji Miyadai :
- Ayano :
- Tomohito Nakajima :
- Yôta Kawase
- Chika Kumada :
- Yasushi Sumida :
- Tomoko Takeda :
- Stillichimiya :
- Fabio Yuji Mori :
- Fabio Shimazaki :

## Distinction
- 2011 : Montgolfière d'or au Festival des trois continents 2011